# 트윈나인
트윈나인은 대한민국의 2인조 음악 그룹이다. 2016년 싱글 앨범 [하루]로 데뷔했다.

## 음반
- 하루 (2016)
- Try (2016)